# Сулудо богати Азијци
Сулудо богати Азијци (енгл. Crazy Rich Asians) је љубавни роман Кевина Квана из 2013. године. Кван је изјавио да је његова намера писања романа била да „северноамеричкој публици представи савремену Азију”. Навео је да је роман заснован на његовом детињству у Сингапуру. Постао је бестселер, те су уследила два наставка: Богатство на кинески начин (2015) и Муке богаташа (2017). Филмска адаптација је приказана 15. августа 2018. године.

## Радња
Када пристане да проведе лето у Сингапуру са својим дечком Николасом Јангом, Њујорчанка Рејчел Чу замишља скроман породични дом и леп одмор с човеком за кога се нада да ће се удати. Али Ник је пропустио да својој девојци каже неколико кључних детаља: да је богати наследник и један од најпожељнијих младожења у земљи. Рејчел ће се наћи у свету незамисливог богатства и раскоши, где ће бити на мети старих и нових богаташа, опортуниста и сплеткароша и рођака који се у све мешају. И то све пре него што изненада открије прави идентитет свог давно изгубљеног оца.

## Филмска адаптација
Филмску адаптацију у режији Џона М. Чуа приказао је Warner Bros. Pictures. Снимање је почело у априлу 2017. године, док је премијерно приказан 15. августа 2017. Редитељ филма се у књизи појављује као даљи рођак Рејчел Чу.